# Ali Chamseddine
Ali Hani Chamseddine (* 20. Februar 1953 in Joun, Libanon) ist ein libanesischer mathematischer Physiker. Er ist Professor an der American University of Beirut (AUB). 

## Leben
Chamseddine studierte an der Lebanese University mit dem Bachelor-Abschluss 1973, erhielt 1974 sein Diplom am Imperial College London bei T. W. B. Kibble und wurde 1976 bei Abdus Salam  promoviert. Seit 1978 ist er Assistant Professor und seit 1998 ist er Professor an der American University Beirut. 1981 bis 1985 war er an der Northeastern University in Boston, 1986/87 war er Gastprofessor an der ETH Zürich, er war Gastprofessor an der LMU München und er war mehrfach in der Theorieabteilung des CERN (zuerst 1980). Er ist in Beirut Gründungsdirektor des Center for Advanced Mathematical Sciences (CAMS).
1982 entwickelte er mit Richard Arnowitt und Pran Nath ein minimales Supergravitationsmodell (mSUGRA) als realistisches Modell für Supergravitation mit durch einen Super-Higgsmechanismus (über einen verborgenen Sektor der Theorie, der nur über Gravitation mit dem Rest wechselwirkt) gebrochener N=1 Supersymmetrie in der Teilchenphysik. Mit Alain Connes vom IHES arbeitet er an Teilchenphysik-Modellen im Rahmen der von Connes entwickelten Nichtkommutativen Geometrie.
Seit 2009 ist er Louis Michel Gastprofessor am IHES. 2008 erhielt er den Physikpreis der Third World Academy of Sciences (TWAS), 2006 eine Arab Fund Fellowship, 2007 die G. Bude Medaille des College de France und 2001 den Humboldt-Forschungspreis.